# Xietan, Hubei
Xietan (kinesiska: 泄滩, 泄滩乡) är en sockenhuvudort i Kina. Den ligger i provinsen Hubei, i den centrala delen av landet, omkring 350 kilometer väster om provinshuvudstaden Wuhan. Antalet invånare är 12 586. Befolkningen består av 5 885 kvinnor och 6 701 män. Barn under 15 år utgör 11,0 %, vuxna 15-64 år 77 %, och äldre över 65 år 11,0 %.
Runt Xietan är det ganska tätbefolkat, med 166 invånare per kvadratkilometer. Närmaste större samhälle är Guojiaba, 14,4 km sydost om Xietan. I omgivningarna runt Xietan växer i huvudsak blandskog.
Genomsnittlig årsnederbörd är 1 553 millimeter. Den regnigaste månaden är maj, med i genomsnitt 228 mm nederbörd, och den torraste är december, med 19 mm nederbörd.